# قشلاق حاج امیر مشهدی صفر
قشلاق حاج امیر مشهدی صفر یک منطقهٔ مسکونی در ایران است که در بخش اسلام‌آباد واقع شده‌است. قشلاق حاج امیر مشهدی صفر ۹۷ نفر جمعیت دارد.